# Championnat d'Irlande de football 2003
Navigation
Édition précédente Édition suivante
Le Championnat d'Irlande de football en 2003. Shelbourne FC remporte le titre de champion pour la troisième fois en cinq ans. 
2003 est une année très spéciale pour le football irlandais ; deux championnats ont lieu la même année. Jusqu'à présent, le championnat fonctionnait sur un calendrier classique en commençant les matchs l'été, en continuant l'hiver et en finissant au printemps. Mais pour améliorer les résultats européens et éviter le problème des conditions climatiques, le calendrier a changé, les matchs commencent en février et terminent en novembre, comme dans les championnats scandinaves.

## Les 22 clubs participants
| Premier Division - Bohemians FC - Cork City FC - Derry City FC - Drogheda United - UC Dublin - Longford Town - St. Patrick's Athletic FC - Shamrock Rovers - Shelbourne FC - Waterford United | First Division - Athlone Town - Bray Wanderers - Cobh Ramblers FC - Dundalk FC - Finn Harps - Galway United - Dublin City Football Club - Kildare County F.C. - Kilkenny City AFC - Limerick FC - Monaghan United - Sligo Rovers |

## Classement

### Premier Division
| Place | Club                      | Points | Victoires | Nuls | Défaites | Buts pour | Buts contre | Différence |
| ----- | ------------------------- | ------ | --------- | ---- | -------- | --------- | ----------- | ---------- |
| 1er   | Shelbourne FC             | 69     | 19        | 12   | 5        | 52        | 28          | +24        |
| 2e    | Bohemians FC              | 64     | 18        | 10   | 8        | 58        | 37          | +21        |
| 3e    | Cork City FC              | 53     | 13        | 14   | 9        | 43        | 33          | +10        |
| 4e    | Longford Town             | 48     | 12        | 12   | 12       | 46        | 44          | +2         |
| 5e    | St. Patrick's Athletic FC | 46     | 10        | 16   | 10       | 48        | 48          | 0          |
| 6e    | Waterford United          | 45     | 11        | 12   | 13       | 44        | 58          | -14        |
| 7e    | Shamrock Rovers           | 44     | 10        | 14   | 12       | 45        | 46          | -1         |
| 8e    | Drogheda United           | 37     | 9         | 10   | 17       | 38        | 50          | -12        |
| 9e    | Derry City FC             | 36     | 7         | 15   | 14       | 33        | 51          | -18        |
| 10e   | UC Dublin                 | 34     | 7         | 13   | 16       | 27        | 39          | -12        |

### First Division
| Place | Club                      | Points | Victoires | Nuls | Défaites | Buts pour | Buts contre | Différence |
| ----- | ------------------------- | ------ | --------- | ---- | -------- | --------- | ----------- | ---------- |
| 1er   | Dublin City Football Club | 67     | 19        | 10   | 4        | 44        | 26          | +18        |
| 2e    | Bray Wanderers            | 64     | 18        | 10   | 5        | 59        | 35          | +24        |
| 3e    | Finn Harps                | 62     | 17        | 11   | 5        | 52        | 24          | +28        |
| 4e    | Limerick FC               | 57     | 16        | 9    | 8        | 55        | 38          | +17        |
| 5e    | Kildare County F.C.       | 53     | 17        | 8    | 8        | 50        | 39          | +11        |
| 6e    | Sligo Rovers              | 46     | 11        | 13   | 9        | 39        | 39          | 0          |
| 7e    | Galway United             | 43     | 10        | 13   | 10       | 48        | 53          | -5         |
| 8e    | Cobh Ramblers FC          | 38     | 9         | 11   | 13       | 33        | 45          | -12        |
| 9e    | Athlone Town              | 37     | 9         | 10   | 14       | 37        | 42          | -5         |
| 10e   | Dundalk FC                | 32     | 6         | 14   | 13       | 36        | 40          | -4         |
| 11e   | Monaghan United           | 15     | 3         | 9    | 21       | 28        | 60          | -32        |
| 12e   | Kilkenny City AFC         | 12     | 2         | 6    | 25       | 25        | 65          | -40        |

Play-offs de promotion/relégation
Demi-finales : 
- Derry City FC bat Limerick FC 0-0 / 4-0
- Finn Harps bat Bray Wanderers 2-0 / 2-1

Finale :
- Derry City FC bat Finn Harps 0-0 / 2-1 après prolongation

## Source
- (en) Alex Graham, Football in the Republic of Ireland : a Statistical Record 1921–2005, Soccer Books Ltd, novembre 2005, 142 p. (ISBN 978-1862231351).